# Tsirku
La rivière Tsirku est un cours d'eau d'Alaska, aux États-Unis, de 40 km de long situé près de la ville de Haines. Elle prend sa source au glacier Tsirku, à la frontière entre l'Alaska et la Colombie-Britannique et se jette dans la rivière Chilkat à Klukwan, un village Tlingit. C'est le second affluent en importance de la rivière Klehini.
Même si les nombreux glaciers qui l'alimentent se trouvent en Colombie-Britannique, le cours d'eau coule entièrement sur le territoire de l'Alaska.